# Tatarbounary
Tatarbounary (en ukrainien : Татарбунари ; en russe : Татарбунары ; en roumain : Tătăreşti ; en turc : Tatarpınarı) est une ville de l'oblast d'Odessa, en Ukraine. Sa population s'élevait à 10 836 habitants en 2022.

## Géographie
Tatarbounary est située à 33 km au nord du delta du Danube, dans la région historique de Boudjak (Bessarabie du Sud), à 104 km au sud-ouest d'Odessa.

## Histoire
Le mot Tatarpınarı signifie « fontaine des Tatars » dans les langues turques ; la forme slave est Tatarbounary.
La localité est mentionnée au XVIe siècle, après 1538, lorsque le sud-est de la principauté de Moldavie passe sous la domination de l'Empire ottoman. Cette région est alors peuplée de Tatars et appelée « Tatar Bucak » (« coin des Tatars » en turc). Elle est annexée par l'Empire russe en 1812 avec la moitié orientale de la principauté de Moldavie, qui prend alors le nom de gouvernement de Bessarabie. L'empereur Alexandre Ier échange ensuite avec le sultan turc Mahmoud les populations musulmanes du Boudjak contre des populations slaves et chrétiennes de Dobrogée, restée turque : les Tatars et les Turcs s'en vont, des Lipovènes, des Gagaouzes, des Bulgares, des Russes, des Ukrainiens, des Allemands et des Juifs arrivent.

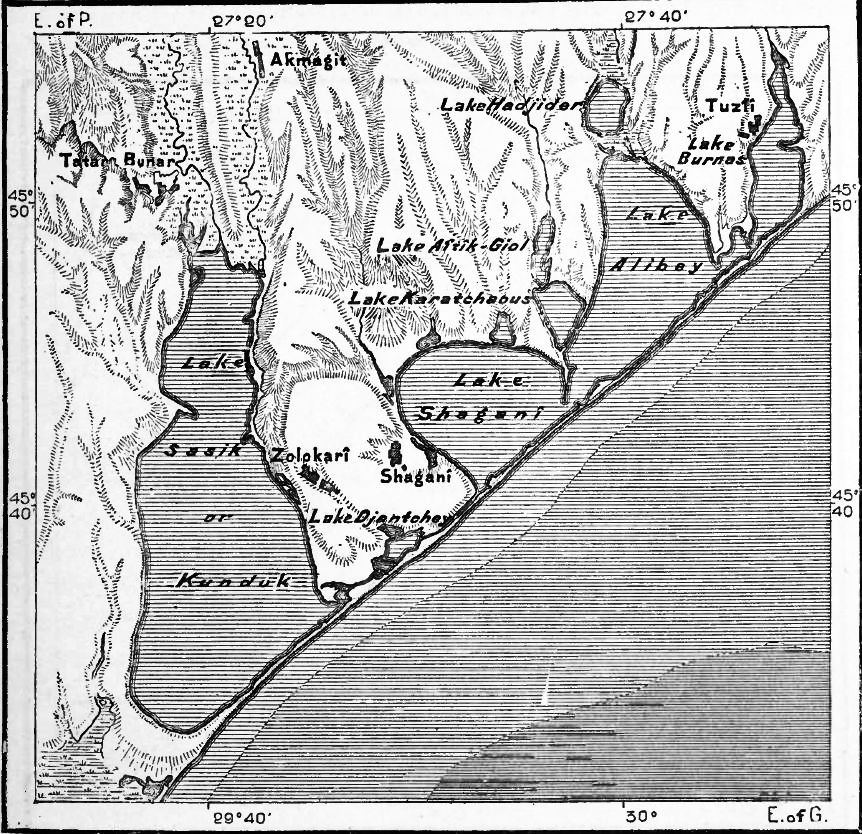
Sur une carte de 1877.

En 1918, la localité fait partie de la République démocratique moldave, qui s'unit ensuite à la Roumanie. Mais sa population n'est majoritairement pas roumaine/moldave et du 16 au 18 septembre 1924, Tatarbounary est l'un des trois théâtres de l'opération Bessarabie rouge : le Komintern, pour contester la souveraineté roumaine sur la Bessarabie, organisa des « brigades rouges » formées de jeunes volontaires locaux, appartenant au prolétariat ou étudiants, pour la plupart juifs et ukrainiens, armés par des chaloupes soviétiques via le liman du Conduc, qui s'emparèrent de la mairie, y proclamèrent une « république soviétique moldave » et y soutinrent le siège des gendarmes roumains, croyant, comme on le leur avait promis, que l'Armée rouge viendrait les soutenir. Quelques-uns furent tués (ils tuèrent aussi des gendarmes), la plupart finirent en prison, certains purent fuir en URSS où ils disparurent, mais le but des bolchéviks était atteint : « prouver » au monde que la Roumanie n'était qu'un État impérialiste et répressif.
En juin 1940, à la suite du pacte germano-soviétique, la ville et la région de Boudjak sont annexées par l'Union soviétique et, en août 1940, détachés de la République socialiste soviétique de Moldavie et incorporées à la république socialiste soviétique d'Ukraine pour former l'oblast d'Akkerman (aujourd'hui intégré dans celle d'Odessa). La population allemande de la ville est alors expulsée vers l'Allemagne et la minorité moldave est déportée vers le Kouban. Entre 1941 et 1944, elle est occupée par la Roumanie après l'attaque des forces de l'Axe contre l'Union soviétique. Pendant cette période, ce sont les Juifs de la ville qui sont accusés en bloc d'avoir soutenu l'occupation soviétique, déportés en Transnistrie et assassinés en masse. Après avoir déclaré in extremis la guerre à l'Allemagne nazie, les Roumains se retirent en août 1944, laissant la ville aux trois quarts vide d'habitants. En 1944, elle est incorporée à l'oblast d'Akkerman et repeuplée d'Ukrainiens et de Russes soviétiques. Depuis 1954, elle fait partie de l'oblast d'Odessa.
Tatarbounary a le statut de ville depuis 1978.

## Population
Recensements (*) ou estimations de la population :
| 1959* | 1970* | 1979*  | 1989*  | 2001*  | 2010   |
| ----- | ----- | ------ | ------ | ------ | ------ |
| 7 851 | 9 759 | 10 807 | 10 567 | 10 797 | 10 808 |

| 2011   | 2012   | 2013   | 2014   | 2015   | 2016   |
| ------ | ------ | ------ | ------ | ------ | ------ |
| 10 881 | 10 974 | 10 992 | 10 974 | 10 991 | 10 998 |

| 2017   | 2018   | 2019   | 2020   | 2021   | 2022   |
| ------ | ------ | ------ | ------ | ------ | ------ |
| 11 005 | 11 007 | 11 032 | 10 945 | 10 933 | 10 836 |

## Patrimoine

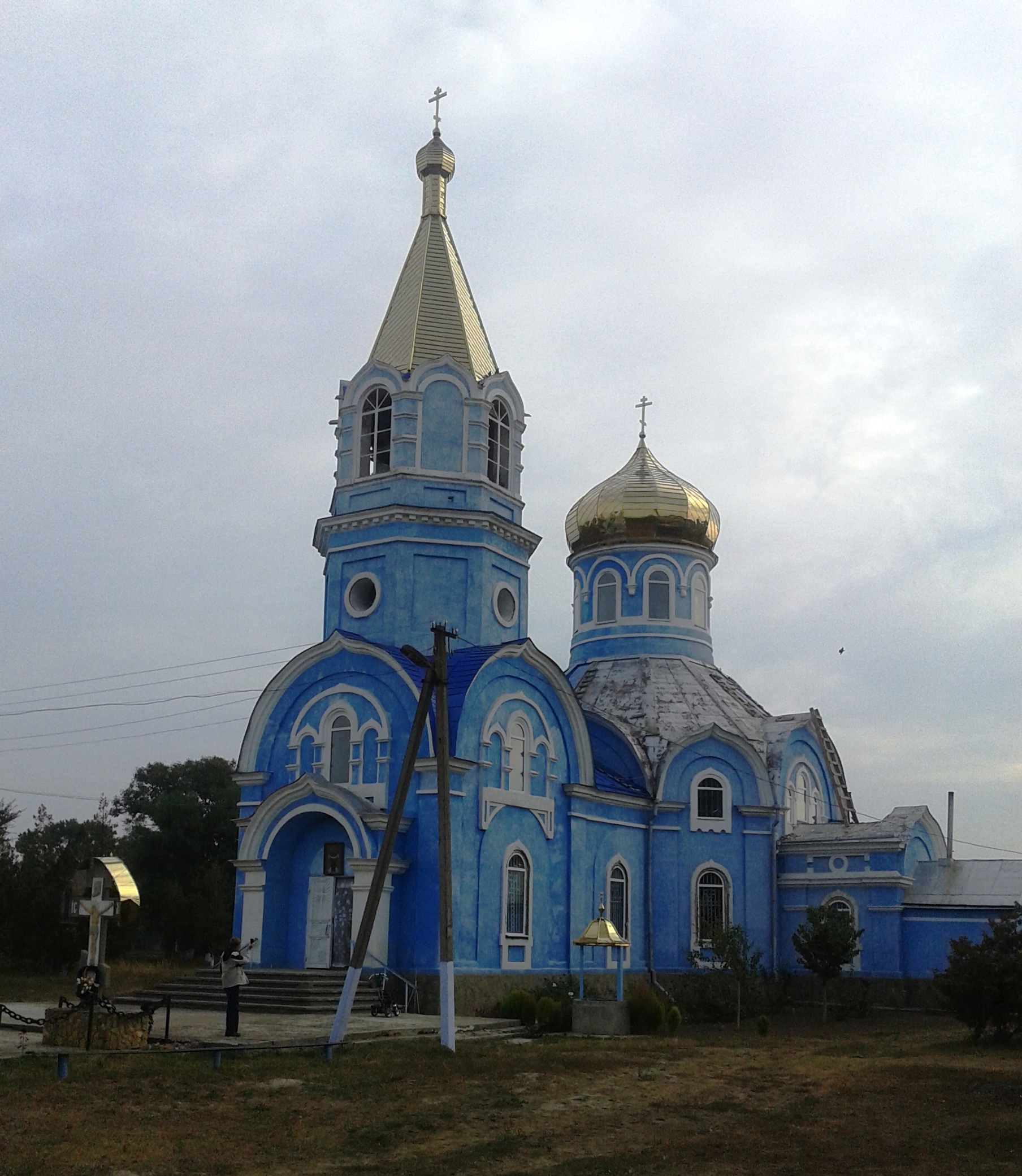
Église de l'Intercession[6].
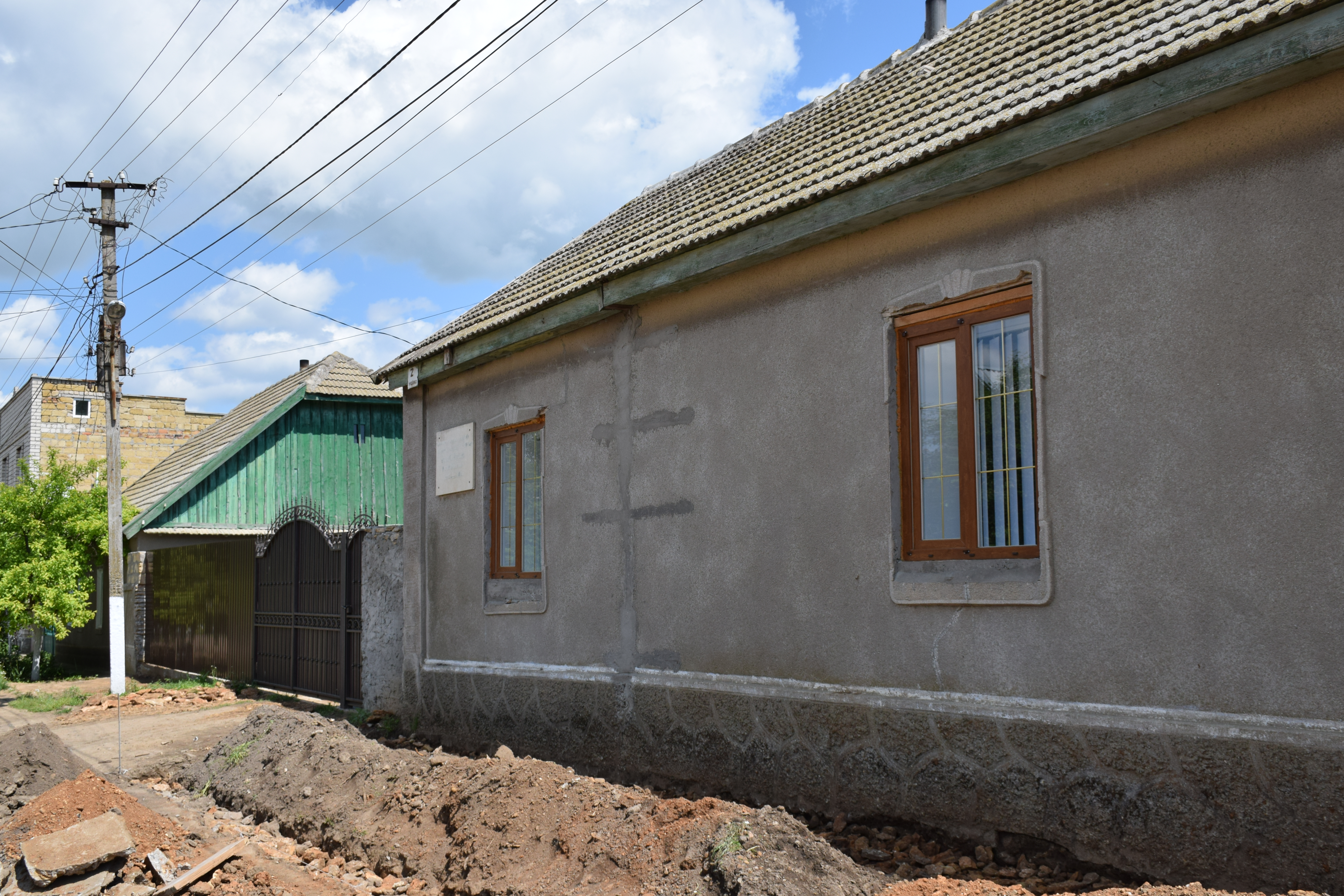
Maison Batouchtchev[7].
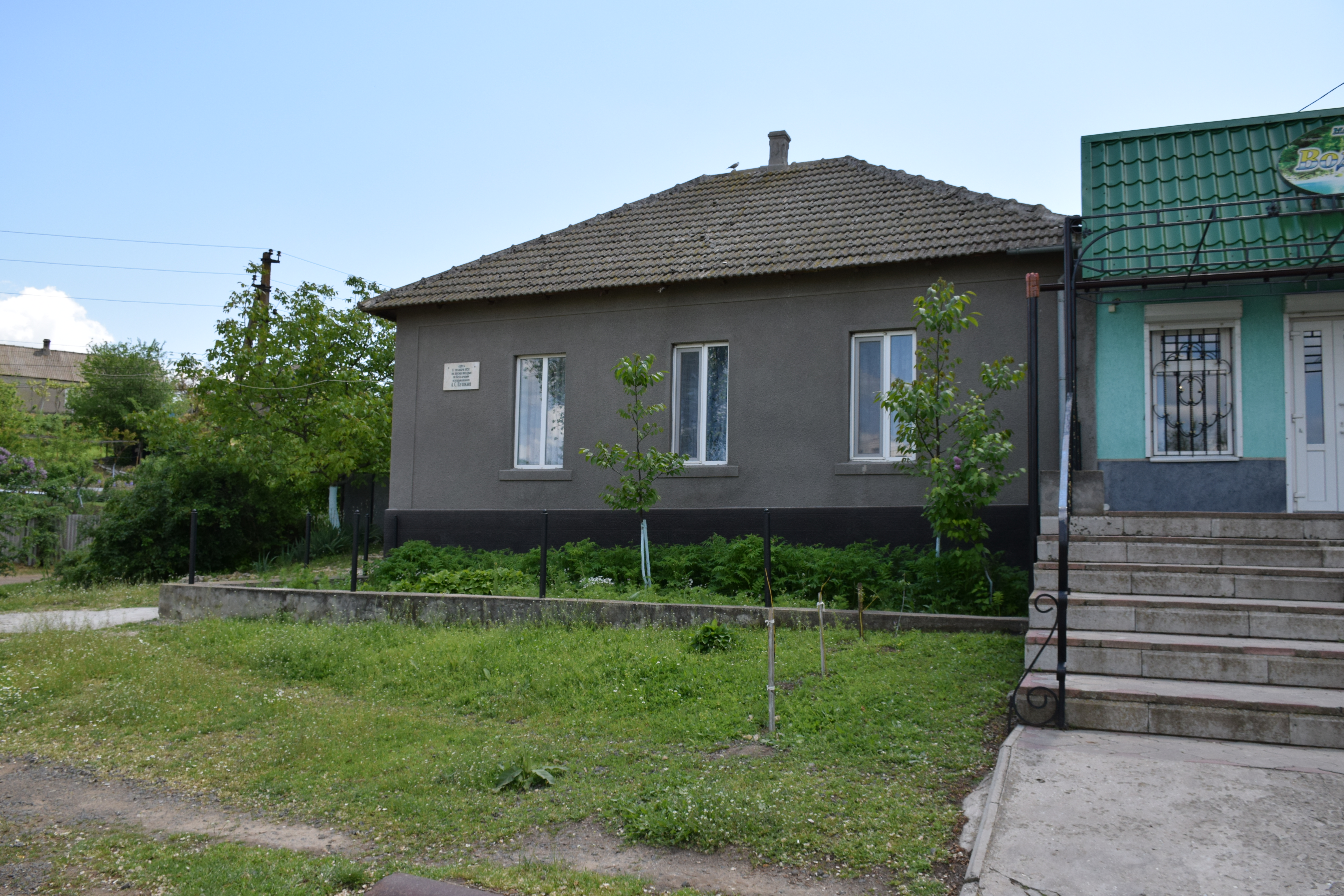
Maison de Pouchkine[8].

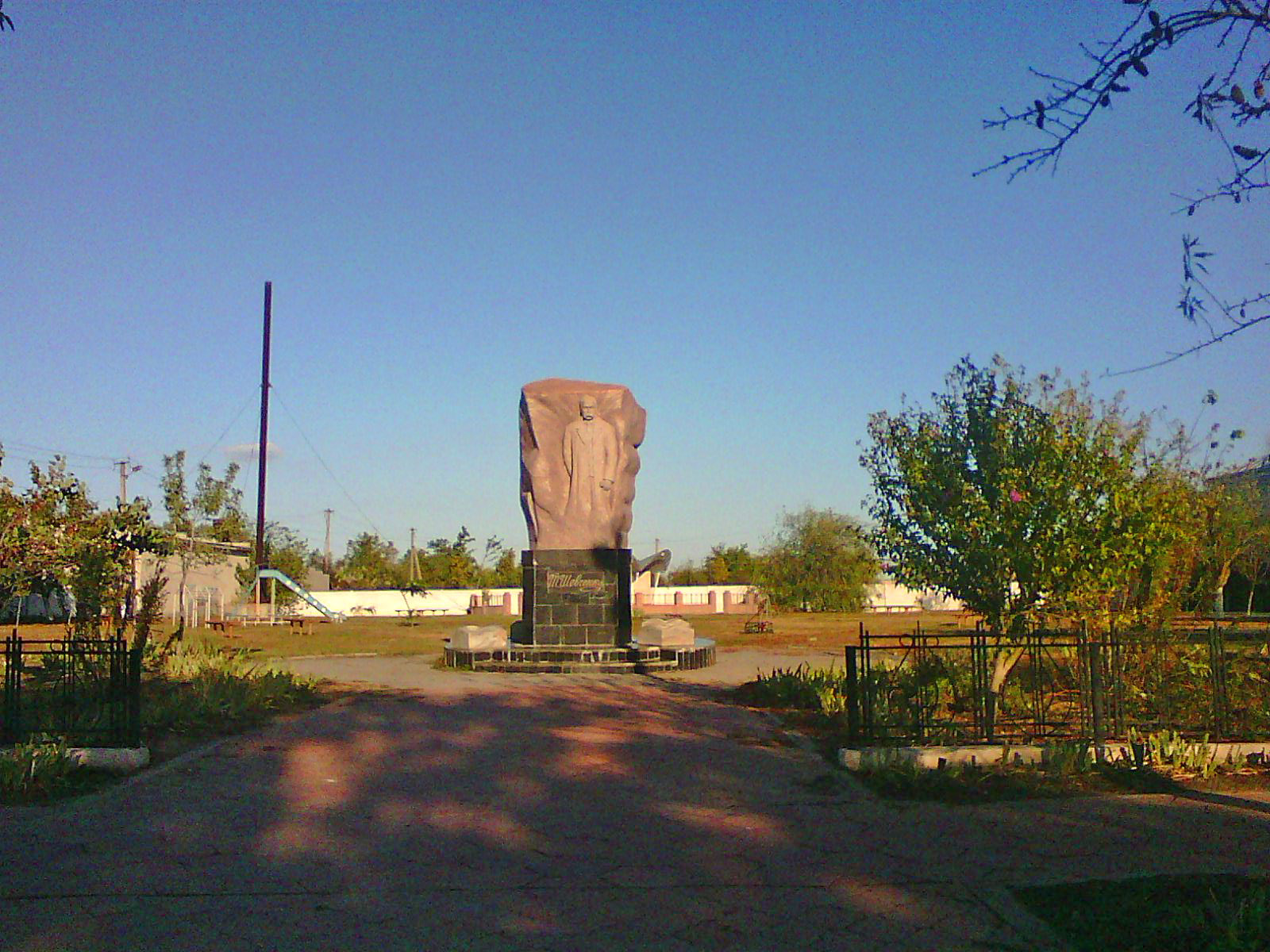
Monument à Taras Chevtchenko[9].
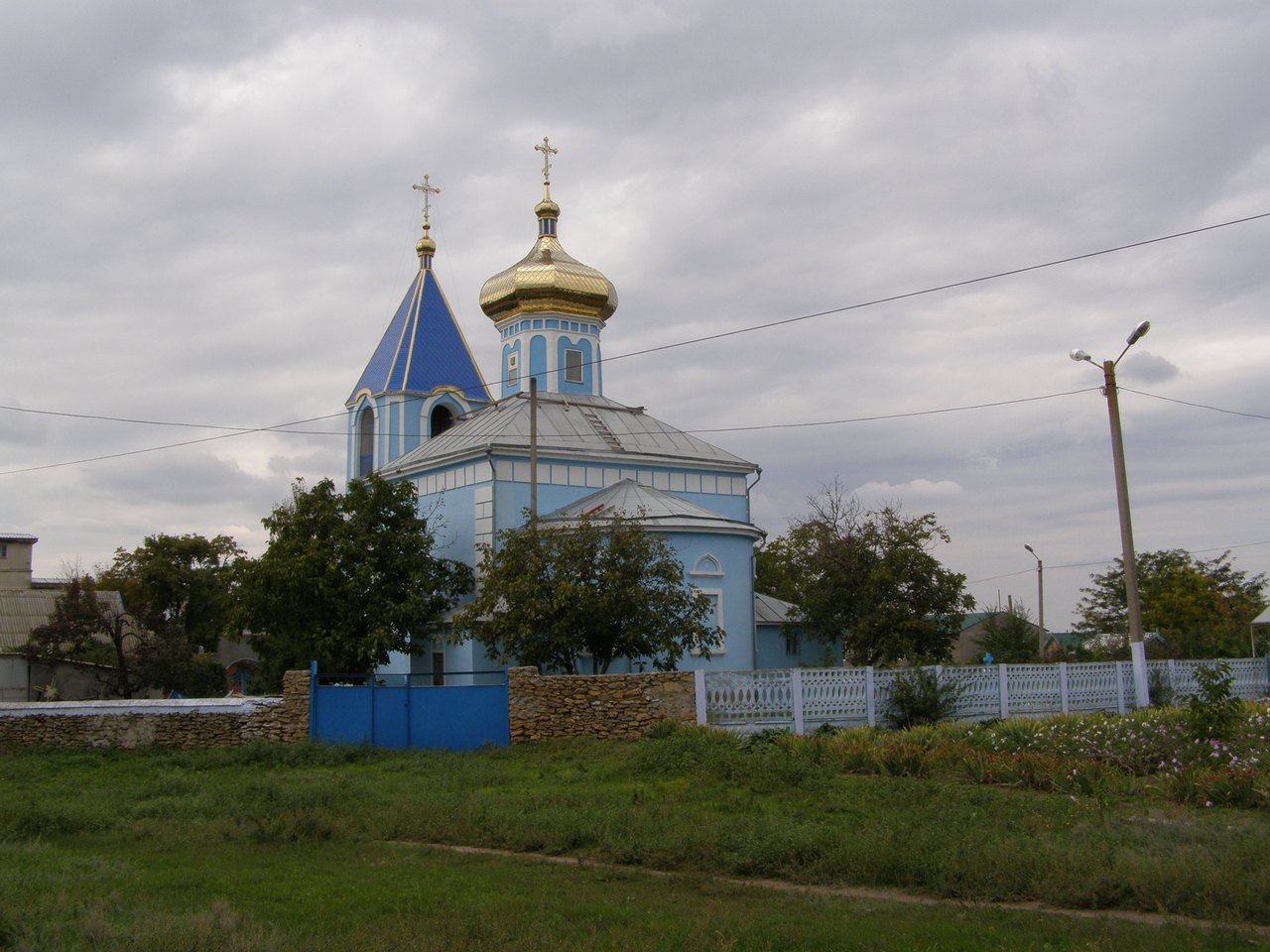
Église Saint-Georges[10].